# Stanisław Warmiński
Stanisław Warmiński (ur. 1847 w Sierakowie, zm. 1905 w Bydgoszczy) – lekarz, podróżnik.

## Życiorys
Urodził się 8 marca 1847 r. w Sierakowie w powiecie kościańskim. Gimnazjum ukończył w Poznaniu w 1866 r. Studiował medycynę w uniwersytecie berlińskim, uzyskując w 1872 r. stopień doktora medycyny i chirurgii. Po studiach osiadł na stałe w Bydgoszczy i wkrótce rozpoczął pracę w szpitalu miejskim. Około 1876 r. został naczelnym lekarzem tego szpitala i na tym stanowisku pozostał przez 30 lat. Otrzymał tytuł radcy sanitarnego. Przyczynił się do powstania małego szpitala dziecięcego Św. Floriana i niezależnie od stanowiska zajmowanego w szpitalu miejskim, był jego dyrektorem. Do końca życia wspomagał ten szpital materialnie. Prowadził wykłady dla lekarzy dojeżdżających na zebrania do Bydgoszczy, głównie na temat leczenia balneologicznego w stacjach klimatycznych Włoch i Afryki Północnej. 
Będąc człowiekiem zamożnym i zamiłowanym podróżnikiem, corocznie przedsiębrał dalekie podróże (m.in. do Afryki). W ostatnich 10 latach życia najczęściej wyjeżdżał do nadmorskiej stacji zoologicznej w Neapolu, skąd przywiózł muzealne eksponaty przyrodnicze fauny zatoki neapolitańskiej. Przekazywał je Poznańskiemu Towarzystwu Przyjaciół Nauk. 19 grudnia 1875 r. został przyjęty na członka Sekcji Lekarskiej tego Towarzystwa. W 1887 r. został członkiem Izby Lekarskiej w Poznaniu, jako jedyny lekarz bydgoski, a w 1890 r. został członkiem zarządu tej Izby. Stale też zasiadał w jej sądzie honorowym. Po utworzeniu w 1888 r. Izby Lekarskiej brandenburskiej został jej członkiem. Należał do Towarzystwa Robotników Polsko-Katolickich w Bydgoszczy oraz był długoletnim patronem z ramienia władz w dozorze kościoła farnego. W latach 80. XIX wieku był członkiem Towarzystwa Historycznego dla Obwodu Nadnoteckiego w Bydgoszczy. Czynnie uczestnicząc w pracach organizacji zawodowo-lekarskich, nie stronił od pracy naukowej. W 1884 r. ogłosił w Nowinach Lekarskich pracę kazuistyczną o parchu.
Nie mając własnej rodziny, zadbał o wykształcenie swego bratanka Emila Warmińskiego (ojcem Stanisława i dziadkiem Emila był Tomasz Warmiński, syn Bartłomieja), który również został lekarzem. Zmarł w kwietniu 1905 r. w Bydgoszczy z powodu zapalenia płuc. Pochowano go na cmentarzu Starofamym.